# Ottmarsfelder Graben
Der Ottmarsfelder Graben ist ein etwa drei Kilometer langer Bach im mittelfränkischen Landkreis Weißenburg-Gunzenhausen. Er fließt in Richtung Westen und mündet nördlich von Ellingen von rechts in die Schwäbische Rezat. Am Oberlauf vor dem namensgebenden Dorf Ottmarsfeld wird er auch Seiserbach genannt.

## Geographie

### Verlauf
Der Bach entspringt als Seiserbach auf dem Gemeindegebiet von Höttingen zwischen Fiegenstall und Ottmarsfeld im Gewann Klinge, wo er zwischen Feldern Richtung Westen läuft. Nach gut 800 Metern berührt er Ottmarsfeld im Süden, ab hier heißt er Ottmarsfelder Graben. Einige 100 m weiter münden kurz nacheinander an einer Kläranlage von links der von Oberndorf kommende Schloßgraben und von rechts der Eichgraben hinein. Danach weitet sich die Talmulde stark aus, der Bach wechselt aufs Stadtgebiet von Ellingen, speist hier den Pfahlweiher und unterquert dann die Bundesstraße 2. Er mündet anschließend im Golfplatz, etwa 250 m östlich der Zollmühle, von rechts in die Schwäbische Rezat.
Das mittlere Sohlgefälle des Baches beträgt etwa 21 ‰. Der einzige Ort am Bachlauf ist das namensgebende Ottmarsfeld.

### Einzugsgebiet
Das im nördlichen Vorland der Südlichen Frankenalb am Rand zum Mittelfränkischen Becken liegende Einzugsgebiet umfasst etwa 5,0 km². Im Nordosten grenzt es an das des Arbachs, im Osten und Südosten an das des Felchbachs, beide ebenfalls Zuflüsse der Schwäbischen Rezat. Der höchste Punkt liegt an der Ostspitze auf etwa 481 m ü. NHN auf der flachen Kuppe Höhe, nördlich von Fiegenstall und nahe bei einem Wasserreservoir. Von einigen kleinen Waldinseln abgesehen, ist der größte Teil des Einzugsgebietes offene Flur; geschlossener Wald steht am Nordrand im Pfahlholz und im Kreuzschlag.

### Zuflüsse und Seen
Vom Ursprung zur Mündung:
- Schloßgraben (rechts)
- Eichgraben (links)
- Speist kurz vor der B 2 den Pfahlweiher

### BayernAtlas
Amtliche Topographische Karte mit passendem Ausschnitt und den hier benutzten Layern: Lauf und Einzugsgebiet des Ottmarsfelder Grabens
1. 1 2 3  Höhe abgefragt im BayernAtlas.
2. ↑  Länge abgemessen im BayernAtlas.
3. ↑  Einzugsgebiet abgemessen im BayernAtlas.

### Sonstige Nachweise
1. 1 2  Franz Tichy: Geographische Landesaufnahme: Die naturräumlichen Einheiten auf Blatt 163 Nürnberg. Bundesanstalt für Landeskunde, Bad Godesberg 1973. → Online-Karte (PDF; 4,0 MB).